# Erszényesnyestfélék
Az erszényesnyestfélék (Dasyuridae) az erszényesek közé tartozó erszényes ragadozók (Dasyuromorphia) rendjének egy családja. Ez a család Ausztráliában és Új-Guineában honos, és 71 ma élő fajt foglal magába, melyeket 17 nemzetségre osztanak. Számos tagjuk apró, egérszerű vagy cickányszerű megjelenésű, emiatt egyeseket „erszényes egereknek” vagy „erszényes cickányoknak” neveznek. Ugyanakkor ide tartoznak a macska méretű erszényesnyestek (pl. a quollok), valamint a tasmán ördög is. Az erszényesnyestfélék sokféle élőhelyen fordulnak elő, beleértve a füves pusztákat, erdőket, hegységeket, sőt egyes fajok fákon élnek vagy részben vízi életmódot folytatnak. Az „erszényes ragadozók” néven is ismertek, mivel a család legtöbb tagja elsősorban rovarevő.

## Jellemzők
Az erszényesnyestfélék többsége nagyjából egér méretű, de néhány faj ennél jóval nagyobb. A legkisebb faj a Pilbara ningaui, amely 4,6–5,7 cm hosszú, és mindössze 2–9 grammot nyom. Ezzel szemben a legnagyobb faj, a tasmán ördög, 57–65 cm hosszú, és 6–8 kg közötti súlyú. A kisebb erszényesnyestfélék általában cickányokra vagy egerekre hasonlítanak, hosszú farkukkal és keskeny, hegyes orrukkal. A nagyobb fajok hasonlatosak az egyes méhlepényes ragadozókhoz, például a mongúzokhoz vagy a menyétfélékhez.
Számos jellemzőjük primitívnek tekinthető, azaz hasonlítanak az első erszényesek tulajdonságaira, amelyekből később más fajok, például a kenguruk és a bandikutyák kifejlődtek. Például az erszényesnyestfélék összes lábujja különálló, míg sok más erszényesnél a második és a harmadik lábujj összeolvadt. Hasonlóan, sok faj nem rendelkezik teljes erszénnyel, hanem csak egy egyszerű bőrhajtás veszi körül a csecsbimbókat, ami némi védelmet nyújt a fejlődő fiatalok számára. Az erszényesnyestfélék fogazata szintén primitívnek számít, és eltér más erszényesek fogazatától. 
Fogképletük:
4.1.2-3.4
3.1.2-3.4
Fogazatuk hasonló számos ragadozóéhoz, éles, pengeszerű metszőfogakkal, nagy, hegyes szemfogakkal, valamint nagy, hegyes csúcsokkal rendelkező őrlőfogakkal.
Az erszényesnyestfélék elsősorban rovarevők, de kisebb gyíkokat, gyümölcsöket és virágokat is fogyasztanak. Kevés kivétel közé tartozik a tasman ördög, amely főként gerinces állatok tetemével táplálkozik. Az emésztőrendszerük viszonylag egyszerű, ami jellemző a rovarevőkre és más ragadozókra.
A vemhesség 12–16 napig tart, és a fajtól függően kettőtől tizenkét utódig terjedő szaporulatot eredményez. A kisebb fajok általában évente legalább kétszer szaporodnak, míg a nagyobb fajok csak egyszer. Ez tükröződik a szoptatási időben is: például a fiatal Dunnart-okat 60–70 napos korukban választják el, míg a fiatal quollokat csak 8–9 hónap után. Az erszényesnyestfélék többsége egyéves korában válik ivaréretté, de a nagyobb testű fajok, például a quollok és a tasmán ördög, később, körülbelül két év alatt érik el a teljes felnőttkort.
A kifejlett erszényesnyestfélék általában magányosak, vagy kisebb, két-három egyedből álló csoportokban mozognak.

## Rendszerezés
A család két alcsaládjába az alábbi nemzetségek és nemek tartoznak:
- Erszényesnyestformák (Dasyurinae) alcsaládja
  - Dasyurini nemzetség – Goldfuss, 1820 – 10 nem
    - Dasycercus – Peters, 1875 – 2 faj
    - Dasykaluta – Archer, 1982 – 1 faj
    - Dasyuroides – Spencer, 1896 – 1 faj
    - Dasyurus – É. Geoffroy Saint-Hilaire, 1796 – 6 faj
    - Myoictis – Gray, 1858 – 4 faj
    - Neophascogale – Stein, 1933 – 1 faj
    - Parantechinus – Tate, 1947 – 1 faj
    - Phascolosorex – Matschie, 1916 – 2 faj
    - Pseudantechinus – Tate, 1947 – 6 faj
    - Sarcophilus – F. Cuvier, 1837 – 1 faj

  - Phascogalini nemzetség – Gill, 1872 – 7 nem
    - Antechinus – Macleay, 1841 – 10 faj
    - Micromurexia – Van Dyck, 2002 – 1 faj
    - Murexechinus – Van Dyck, 2002 – 1 faj
    - Murexia – Tate & Archbold, 1937 – 1 faj
    - Paramurexia – Van Dyck, 2002 – 1 faj
    - Phascogale – Temminck, 1824 – 2 faj
    - Phascomurexia – Van Dyck, 2002 – 1 faj

- Erszényescickány-formák (Sminthopsinae) alcsaládja
  - Planigalini nemzetség – Archer, 1982 – 1 nem
    - Planigale – Troughton, 1928 – 5 faj

  - Sminthopsini nemzetség – Archer, 1982 – 3 nem
    - Antechinomys – Krefft, 1867 – 1 faj
    - Ningaui – Archer, 1975 – 3 faj
    - Sminthopsis – Thomas, 1887 – 21 faj